# Oto Nemsadze
Cette page contient des caractères spéciaux ou non latins. S’ils s’affichent mal (▯, ?, etc.), consultez la page d’aide Unicode.
Otar Nemsadze, mieux connu sous le nom Oto Nemsadze (en géorgien : ოთო ნემსაძე), né  le 18 juin 1989 à Gori, est un chanteur géorgien. 
Après avoir remporté le télé-crochet Georgian Idol, il a été sélectionné pour représenter la Géorgie à l'Eurovision 2019, avec la chanson Keep on Going. Il termine à la 14e place lors de la première demi-finale et n'est pas qualifié pour la finale.